# Ропавка, Иван Васильевич
Иван Васильевич Ропавка (укр. Іван Васильович Ропавка; 14 июля 1927 год, Чутово — 14 сентября 1993 год, Чутово, Чутовский район, Полтавская область, Украина) — председатель колхоза имени Ленина Чутовского района Полтавской области Украинская ССР. Герой Социалистического Труда (1976).

## Биография
Родился 14 июля 1927 года в селе Чутово. В 1941 году окончил семилетнюю школу в родном селе, получив неполное среднее образование. С 1944 года служил в Красной Армии. После демобилизации в 1946 году работал с 1947 года в службе охраны Государственного банка в селе Чутово. В последующие годы работал приёмщиком в конторе «Заготскот» (1947—1949), заведующим архивом Чутовского отдела МВД (1949—1953), председателем Чутовского сельского совета (1953—1955), бригадиром полеводческого звена колхоза имени Ленина Чутовского района (1956—1958), заместителем председателя и секретарём партийной организации колхоза имени Ленина (1958—1960).
В 1957 году получил среднее образование в средней школе в Чутово и в 1960 году — Хорольский техникум механизации сельского хозяйства.
В феврале 1960 года избран председателем колхоза имени Ленина Чутовского района. Внедрил в хозяйстве передовые агрономические методы при выращивании сахарной свеклы. В 1965 году собрал в среднем по 300 центнеров сахарной свеклы, за что был награждён в 1966 году Орденом Ленина. В 1976 году удостоен звания Героя Социалистического Труда «за выдающиеся успехи, достигнутые во Всесоюзном социалистическом соревновании, проявленную трудовую доблесть в выполнении плана и социалистических обязательств по увеличению производства и продажи государству сельскохозяйственных продуктов в 1976 году».
В 1966 году окончил без отрыва от производства агрономический факультет Полтавского сельскохозяйственного института. В 1984 году основал Конноспортивный комплекс имени Ленина (позднее — Чутовский конный завод «Тракен»), который занимался племенной работой тракененской породы.
После выхода на пенсию проживал в родном посёлке Чутово, где скончался в 1993 году.

## Награды
- Герой Социалистического Труда — указом Президиума Верховного Совета СССР от 24 декабря 1976 года
- Орден Ленина — дважды (1966, 1976)
- Орден Октябрьской Революции (1971)